# Ribonucleotide

Structuurformule van adenosinetrifosfaat (ATP) in de geprotoneerde vorm.

Een ribonucleotide is een nucleotide waarin een purine- of pyrimidinebase is gekoppeld aan een ribosemolecule. De base kan adenine, cytosine, guanine of uracil zijn. Thymine komt niet voor als ribonucleotide bij levende wezens, wel als deoxyribonucleotide. Met de ribosemolecule zijn naargelang de functie nog een, twee of drie fosfaatgroepen veresterd.
Het bekendste ribonucleotide is adenosinetrifosfaat of ATP, die een van de belangrijkste energieleverende moleculen is. De hydrolyse van de fosfaatesters stelt namelijk een grote hoeveelheid energie vrij (ΔGo = −30,5 kJ/mol), die kan gekoppeld worden aan biochemische reacties die niet-spontaan verlopen.